# Enrique León Velarde
Enrique León Velarde Gamarra (Lima, 21 de junio de 1930-Lima, 14 de enero de 2014) fue un empresario, ingeniero, banquero y político peruano. Es considerado el promotor de los títulos de propiedad de los barrios marginales en el Perú. 

## Biografía
Hijo del Teniente Coronel EP y Senador por Madre de Dios Ricardo León Velarde y de María Angélica Gamarra Peralta.
Estudió en el colegio italiano Antonio Raimondi y cursó estudios superiores en la Universidad de La Plata, Argentina, donde no pudo graduarse debido a una prolongada huelga estudiantil. Obtuvo el título de ingeniero agrónomo de la Universidad Agraria de La Molina, en Lima Perú.
Heredó junto con sus hermanos Máximo, Ricardo, Carlos y Angélica la hacienda Chavarría de 500 hectáreas, ubicada en el Valle de Bocanegra, hoy distritos de Los Olivos y San Martín de Porres en Lima, Perú.
Fue propuesto como alcalde por varios comités de madres del entonces Distrito Obrero Industrial 27 de Octubre (nombre tomado de la fecha del golpe de Estado del General Manuel A. Odría al Presidente Bustamante y Rivero en 1948), debido a la gran sensibilidad social demostrada por su madre, a quien Enrique León Velarde acompañaba en su obras filantrópicas y de beneficencia.
En 1960 es invitado a participar en el partido Acción Popular del arquitecto Fernando Belaúnde Terry, en el que desempeñó varios cargos en el mismo. Conjuntamente con Manuel Mujica Gallo y Miguel Dammert Muelle, financió gran parte de la campaña electoral de 1962. Fue elegido diputado por Lima en las elecciones generales de 1962. La sospecha de fraude del arquitecto Belaúnde Terry, quien sentíase despojado de la presidencia por sectores hostiles a él dentro del ejército, llevó al presidente a dar la orden a todos sus parlamentarios electos de no presentarse a la ceremonia de instalación del congreso en señal de protesta y "para no convalidar el fraude". Fue desobedecido por un grupo de parlamentarios electos, entre los que figuraba León Velarde. Esto costó la expulsión del partido a los 22 que se presentaron a jurar.
En las elecciones de 1963, se presentó como #1 de la lista de diputados del candidato ingeniero Mario Samame Boggio, que tuvo escasa votación.
En 1967 se presentó como candidato independiente a la alcaldía de San Martín de Porres. Fue elegido con alta votación, por lo que derrotó a los favoritos candidatos del partido Aprista y Odriista.
Tras duras batallas cívicas, siempre con él a la cabeza, durante el gobierno del Presidente Fernando Belaúnde Terry logró la dación de la Ley Nº 16584 del 12 de julio de 1967. Esta ley conocida popularmente como "La ley León Velarde" permitió posteriormente la hazaña de inscribir en los Registros Públicos de Lima 4 millones de metros cuadrados a favor de cuarenta mil familias del distrito de San Martín de Porres gracias a las gestiones de León Velarde ya en el gobierno del Presidente Juan Velasco Alvarado. Por ello, se le considera como el padre de los títulos de propiedad en los barrios marginales del Perú.
Durante un viaje de vacaciones con su esposa Minnie Novoa en un crucero, entabló inmediata amistad con el entonces general de brigada Juan Velasco Alvarado, quien en 1968, sería el conductor de la revolución de las Fuerzas Armadas para derrocar al gobierno del arquitecto Fernando Belaúnde Terry.
León Velarde participó junto con otros civiles en los preparativos para el golpe de Estado. Según el diplomático norteamericano Frank V. Ortiz, Jr., en su libro de memorias "Lessons from a Life of Service", describe cómo es que descubre la intención golpista de Velasco Alvarado a través de León Velarde y de su amigo Pedro García Miró Elguera en el Jockey Club del Perú.
Durante el gobierno militar del general Juan Velasco Alvarado, León Velarde participó como Director de Gobierno Interior y Director del Banco de la Nación.
Desde 1971 a 1975 fue presidente de la Mutual Metropolitana de Ahorro y Crédito, que financió muchas urbanizaciones para las clases populares.
Se alejó del gobierno militar en el año 1974 después de la expropiación por parte del estado de los medios de comunicación, pero continuó su estrecha amistad con el general Velasco hasta la muerte de este último en 1977.
Jugó un papel importante en el proceso de transformación de capital agrario en capital inmobiliario desde su condición de alcalde del distrito de San Martín de Porres y como uno de los mayores propietarios de tierra en la zona. Junto con sus hermanos pagó íntegramente el diseño y la construcción de la avenida Angélica Gamarra, que conecta casi desde la avenida Elmer Faucett hasta la carretera Panamericana Norte.
En tierras de la hacienda Chavarría, se edificaron más de diez mil casas de interés popular, contándose, entre otras, las urbanizaciones Covida, Sol de Oro, Las Palmeras, Mercurio, El Trébol, Villa Los Ángeles y Angélica Gamarra (varias de estas en el actual distrito de Los Olivos).
Fue copropietario con sus hermanos de la Ladrillera Chavarría y con los hermanos Palacios Moreyra de la Ladrillera Acho, ambas de importante producción.
Gran aficionado a la hípica, fue copropietario del stud Levega y del haras Chavarría con sus hermanos. Fue propietario del stud "Martín de Porres", cuyas sedas vistieron ejemplares que marcaron historia en la hípica peruana. Fue propietario de ejemplares como: Figurín (65-66), Malhumor (66-67) (considerado por el eximio jinete Arturo Morales el mejor que corrió después de Santorin), El Beato (70-72), Biógrafo (73-76 ganador internacional), Palao (74-75), Bólido (82-85). Ganó la estadística de studs en 1974, fue copropietario además del Stud Los Luchos de Satélite y el FFLV, de Clochard. 
Fue Director del Jockey Club del Perú (1967-1969) en la directiva de Luis Olaechea Dubois.
En noviembre de 1966 participó en las elecciones municipales como candidato independiente, siendo elegido, con más de doscientos mil votos, alcalde del distrito de San Martín de Porres para el periodo 1967 - 1969.
Fue perseguido y encarcelado por el gobierno de facto del también golpista Francisco Morales, junto con varios amigos del expresidente Velasco Alvarado a la caída de este. Sufrió prisión por trece meses y después fue exiliado por 5 años, lo que le que le causó irreparables daños económicos y políticos. 
Dirk Kruijten su libro La Revolución por Decreto, El Perú en el Gobierno Militar describe así la lealtad de León Velarde hacia su amigo Juan Velasco Alvarado al momento de su derrocamiento: 
"Velasco leyó un breve discurso de despedida por radio y televisión, preparado por Graham y aprobado por el Consejo de Ministros. A las dos y media se levantó la sesión. Velasco se despidió de todos los presentes con un abrazo y se retiró con su familia a sus aposentos privados para ordenar sus papeles. A las cuatro de la tarde abandonó el palacio por la salida lateral, en compañía de su esposa y dos de sus hermanos, un teniente coronel y un mayor. Siguió luego el carro de Meza Cuadra. Sólo uno de sus amigos civiles, León Velarde, lo estaba aguardando en el portón de palacio" 
Luego, según Kruijt, esta lealtad le valió duras represalias por parte de su enemigo y ya presidente Morales: 
"Ahora la atención se desplazó a los familiares y amigos de Velasco. Las primeras víctimas fueron sus dos hermanos, ambos oficiales: uno quedó cesante y el otro fue a parar a la cárcel. Sus hijos eran perseguidos en la calle, su yerno perdió el trabajo. Su amigo León Velarde estuvo un año en la prisión, Tantaleán permaneció tres meses entre rejas. Se promulgaron órdenes de detención contra Zimmermann —ex jefe de prensa de Velasco—y Luis González Posada —su cuñado—, y contra sus amigos Urteaga, Dongo Soria, Dasso y Monteblanco" 
Esto está corroborado por el Departamento de Estado americano vía un cable confidencial del 29 de agosto, desclasificado el 6 de julio de 2006. En dicho documento, se informa que un grupo de amigos del derrocado expresidente estaban bajo orden de arresto o arrestados, bajo pretexto de combatir a la corrupción y para moralizar al país. Específicamente de León Velarde, señala que era exalcalde y terrateniente de San Martín de Porres, donde se habían desatado disturbios estudiantiles y que los mismos eran la causa real de su arresto según la prensa. También comenta que estos arrestos tenían por motivo detener presuntos movimientos por devolver al depuesto presidente al poder y que los mismos servirían de aviso a militares que quisieran intentar lo mismo. Ver en Wikileaks el cable 1975LIMA08951_b. 
Al recobrar la libertad, fue obligado a abandonar el país y paso 6 años en el exilio, primero en Venezuela y luego en Miami. 
Regresó al Perú en 1982 y se presentó a las elecciones municipales de 1983, candidateando a la alcaldía de Lima, nuevamente como independiente y esta vez sin éxito.
Falleció en Lima, en el año 2014.

## Obra
- ¿El chino y yo jodimos al Perú?: confesiones de Enrique León Velarde. E. León Velarde, 2000 - Perú - 268 pag.